# Islotes Secos

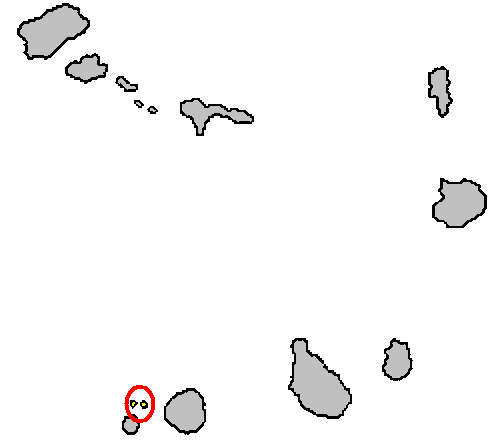
Localización de los Islotes Secos respecto al archipiélago de Cabo Verde.

Los Islotes Secos (en portugués, ilhéus Secos), también llamados Islotes del Rombo, son un grupo de islotes del archiélago de Cabo Verde. Están situados en el grupo de las islas de Sotavento, entre 7 y 8 km al norte de la isla Brava, de cuya administración municipal dependen. Reciben este nombre debido a que son islotes secos y sin apenas vegetación en comparación con la vecina isla Brava.
Forman el grupo de islotes, el Islote Grande y el Islote de Cima, los dos mayores, así como tres islotes de menor tamaño, llamados: do Rei, Sapado y Luís Carneiro. Los islotes presentan una vegetación de pradera seca y costas rocosas. El Islote Grande está situado al oeste y tiene una longitud de 1.5 km de suroeste a nordeste y una anchura de unos 600 a 800 m de este a oeste. Este islote es el mayor de todos y presenta una bahía en la parte noroeste. El centro de la cadena contiene dos islotes con apenas o nula vegetación. El Islote de Cima tiene alrededor de 1 km de longitud de sur a norte y de 500 a 600 m de este a oeste. Es el segundo más grande. Otro islote se sitúa a 500 m al noroeste e igualmente apenas contiene vegetación.
- Datos: Q486978